# 小町昭
小町 昭（こまちあきら、1931年9月18日 - 2017年1月25日）は、北海道釧路市出身 の作曲家・編曲家。
北海道釧路湖陵高等学校を経て、明治大学ではマンドリン倶楽部に入部。アコーディオンの演奏は当時、六大学一の腕前と言われた。卒業後はキングレコード専属の作家として活躍し、主に歌謡曲の編曲を手掛け、川上英一とともに三橋美智也のヒット曲を数多く担当した。その傍らでNHK紅白歌合戦・演歌の花道・にっぽんの歌のオーケストラ、母校・明大マンドリン倶楽部の指揮者も務めた。

## 主な作品

### 編曲
- 大津美子「東京アンナ」
- 大月みやこ「なみだ星」
- 春日八郎「博多流し」「青い月夜だ」「旅の灯台」「山の吊橋」「女のブルース」「やっこ凧だよ」「瀬戸の水軍」「慕情の街」
- 千葉真一「男の子守唄」「女の片えくぼ」
- 倍賞千恵子「砂丘の雪」「コーヒーはいかが」
- 三橋美智也「おんな船頭唄」「哀愁列車」「おさげと花と地蔵さんと」「夕焼けとんび」「赤い夕陽の故郷」「達者でナ」「石狩川悲歌」「坂東節」「恋あらし」「瀬戸の船唄」「もがり笛の子守唄」「花の奇兵隊」「信濃路音頭」「御牧高原旅愁」
- 三橋美智也・大月みやこ「下関音頭」
- 若原一郎「あゝ初恋」「飛んでけ飛んでけ」

### 作曲
- 北見和夫・小宮恵子「蕗まつり音頭」
- 具志堅用高「愛の夜明け」
- 沢ひろしとTOKYO99「愛のふれあい」「好きなの」「朝日のくちづけ」「さよならまた明日」
- ひばり児童合唱団「ガメラの歌」
- 藤田まこと「きびしいなァ」「ぼんぼんやくざ」
- 三橋美智也「お花ちゃん」「東京見物」「夕月/なみだ雪」「水沢ざっつぁか」「みちのく六人ばやし」
- 三船浩「千曲川の恋」
- 山川豊「港酒場」

## 関連人物
- 川上英一
- 白石十四男